# Zsuzsa Körmöczy
Dans le nom hongrois Körmöczy Zsuzsa, le nom de famille précède le prénom, mais cet article utilise l’ordre habituel en français Zsuzsa Körmöczy, où le prénom précède le nom.
Zsuzsa « Suzy » Körmöczy épouse Branny puis Broz (25 août 1924 à Pély ou à Budapest– 16 septembre 2006 à Budapest) est une joueuse de tennis hongroise des années 1940, 1950 et 1960. 
En 1958, elle a remporté Roland Garros en simple et est depuis la joueuse la plus agée à avoir remporté ce tournoi. Elle atteint les demi-finales à Wimbledon la même année et finit la saison au deuxième rang mondial.

## Palmarès (partiel)

### Titres en simple dames
| No | Date       | Nom et lieu du tournoi                 | Catégorie | Surface      | Finaliste       | Score         |          |
| -- | ---------- | -------------------------------------- | --------- | ------------ | --------------- | ------------- | -------- |
| 1  | 07-04-1958 | Trophée Raquette d'Or, Aix-en-Provence |           | Terre (ext.) | Yola Ramírez    | 6-4, 7-5      | Parcours |
| 2  | 20-05-1958 | Internationaux de France, Paris        | G. Chelem | Terre (ext.) | Shirley Bloomer | 6-4, 1-6, 6-2 | Parcours |
| 3  | 1960       | Internationaux d'Italie, Rome          |           | Terre (ext.) | Ann Haydon      | 6-4, 4-6, 6-1 |          |

### Finales en simple dames
| No | Date       | Nom et lieu du tournoi          | Catégorie | Surface      | Vainqueure       | Score    |          |
| -- | ---------- | ------------------------------- | --------- | ------------ | ---------------- | -------- | -------- |
| 1  | 29-04-1956 | Italian Championships, Rome     |           | Terre (ext.) | Althea Gibson    | 6-3, 7-5 | Parcours |
| 2  | 19-05-1959 | Internationaux de France, Paris | G. Chelem | Terre (ext.) | Christine Truman | 6-4, 7-5 | Parcours |

## Parcours en Grand Chelem (partiel)
Si l’expression « Grand Chelem » désigne classiquement les quatre tournois les plus importants de l’histoire du tennis, elle n'est utilisée pour la première fois qu'en 1933, et n'acquiert la plénitude de son sens que peu à peu à partir des années 1950.

### En simple dames
| Année | Championnat d'Australie | Championnat d'Australie | Internationaux de France | Internationaux de France | Wimbledon       | Wimbledon        | US National    | US National     |
| ----- | ----------------------- | ----------------------- | ------------------------ | ------------------------ | --------------- | ---------------- | -------------- | --------------- |
| 1947  | -                       | -                       | 1/4 de finale            | Margaret Osborne         | 1er tour (1/64) | Jean Nicholl     | -              | -               |
| 1948  | -                       | -                       | 2e tour (1/16)           | Maria Weiss              | 4e tour (1/8)   | Shirley Fry      | -              | -               |
| 1951  | -                       | -                       | -                        | -                        | 3e tour (1/16)  | M. Osborne       | -              | -               |
| 1953  | -                       | -                       | -                        | -                        | 1/4 de finale   | Doris Hart       | -              | -               |
| 1955  | -                       | -                       | 1er tour (1/32)          | M. Bourbonnais           | 1/4 de finale   | Darlene Hard     | -              | -               |
| 1956  | -                       | -                       | 1/2 finale               | Angela Mortimer          | 4e tour (1/8)   | Beverly Baker    | -              | -               |
| 1957  | -                       | -                       | 1/4 de finale            | Shirley Bloomer          | 2e tour (1/32)  | Althea Gibson    | -              | -               |
| 1958  | -                       | -                       | Victoire                 | Shirley Bloomer          | 1/2 finale      | Angela Mortimer  | -              | -               |
| 1959  | -                       | -                       | Finale                   | Christine Truman         | -               | -                | -              | -               |
| 1960  | -                       | -                       | 2e tour (1/16)           | Beatrice Venter          | 2e tour (1/32)  | Janet Hopps      | -              | -               |
| 1961  | -                       | -                       | 1/2 finale               | Ann Haydon               | 4e tour (1/8)   | Margaret Smith   | -              | -               |
| 1962  | -                       | -                       | 4e tour (1/8)            | Lesley Turner            | 2e tour (1/32)  | Deidre Catt      | -              | -               |
| 1963  | -                       | -                       | 1er tour (1/64)          | Claudine Pierval         | 2e tour (1/32)  | Christine Truman | 2e tour (1/32) | Monique Salfati |
| 1964  | -                       | -                       | 3e tour (1/16)           | Jan Lehane               | 1er tour (1/64) | Vivienne Dennis  | -              | -               |

À droite du résultat, l’ultime adversaire.

### En double dames
| Année | Championnat d'Australie | Championnat d'Australie | Internationaux de France     | Internationaux de France   | Wimbledon                    | Wimbledon                   | US National | US National |
| ----- | ----------------------- | ----------------------- | ---------------------------- | -------------------------- | ---------------------------- | --------------------------- | ----------- | ----------- |
| 1947  | -                       | -                       | 1er tour (1/16) M. Peterdy   | Joy Gannon Jean Quertier   | 2e tour (1/16) M. Peterdy    | Louise Brough M. Osborne    | -           | -           |
| 1948  | -                       | -                       | 1/2 finale H. Doleschell     | Doris Hart P. Todd         | 2e tour (1/16) M. Peterdy    | M. Whitmarsh B. Watson      | -           | -           |
| 1949  | -                       | -                       | -                            | -                          | 2e tour (1/16) M. Peterdy    | V.M. Miles Janet Morgan     | -           | -           |
| 1953  | -                       | -                       | -                            | -                          | 3e tour (1/8) E. Erdoedi     | A. Mortimer Anne Shilcock   | -           | -           |
| 1955  | -                       | -                       | -                            | -                          | 1/4 de finale S. Schmitt     | S. Bloomer Pat Ward         | -           | -           |
| 1956  | -                       | -                       | 2e tour (1/8) Nell Hall      | Darlene Hard Dorothy Knode | 2e tour (1/16) Jenny Staley  | Angela Buxton Althea Gibson | -           | -           |
| 1957  | -                       | -                       | 2e tour (1/8) C. Mercelis    | J. Billaz S. Schmitt       | 3e tour (1/8) C. Mercelis    | Pat Hird A. Mortimer        | -           | -           |
| 1958  | -                       | -                       | 2e tour (1/8) Z. Broszmann   | Mary Bevis Thelma Coyne    | 1er tour (1/32) M. Hellyer   | Mary Bevis Thelma Coyne     | -           | -           |
| 1959  | -                       | -                       | 2e tour (1/16) Z. Broszmann  | Norma Marsh G. Thomas      | -                            | -                           | -           | -           |
| 1960  | -                       | -                       | 2e tour (1/8) Ruia Morrison  | J. Billaz S. Schmitt       | 1er tour (1/32) Pearl Panton | S. Partridge Anne Shilcock  | -           | -           |
| 1961  | -                       | -                       | 2e tour (1/16) K. Bardoczy   | M. Hellyer Věra Suková     | 1er tour (1/32) Nancy Richey | Rita Bentley P. Titchener   | -           | -           |
| 1962  | -                       | -                       | -                            | -                          | 2e tour (1/16) Věra Suková   | Donna Floyd Judy Tegart     | -           | -           |
| 1963  | -                       | -                       | -                            | -                          | 1er tour (1/32) C. Mercelis  | S. Bloomer R. Deloford      | -           | -           |
| 1964  | -                       | -                       | 2e tour (1/16) F. Gordigiani | Nancy Richey Karen Susman  | -                            | -                           | -           | -           |

Sous le résultat, la partenaire ; à droite, l’ultime équipe adverse.

### En double mixte
| Année | Championnat d'Australie | Championnat d'Australie | Internationaux de France      | Internationaux de France  | Wimbledon | Wimbledon | US National | US National |
| 1957  | -                       | -                       | 1er tour (1/32) István Gulyás | Ruia Morrison Lew Gerrard | -         | -         | -           | -           |

Sous le résultat, le partenaire ; à droite, l’ultime équipe adverse.

## Parcours en Coupe de la Fédération
| #                                                                   | Date       | Lieu    | Surface      | Gagnante(s)     | Perdante(s)     | Score    |          |
|                                                                     |            |         |              |                 |                 |          |          |
| 1963 - 1er tour (groupe mondial) - Hongrie - Danemark - 3 : 0       |            |         |              |                 |                 |          |          |
| 1                                                                   | 17/06/1963 | Londres | Herbe (ext.) | Zsuzsa Körmöczy | Pia Balling     | 6-4, 6-0 | Parcours |
|                                                                     |            |         |              |                 |                 |          |          |
| 1963 - 1/4 de finale (groupe mondial) - Australie - Hongrie - 3 : 0 |            |         |              |                 |                 |          |          |
| 2                                                                   | 18/06/1963 | Londres | Herbe (ext.) | Margaret Smith  | Zsuzsa Körmöczy | 6-0, 6-1 | Parcours |